# Peter Goalby
Peter Goalby (13. července 1956 Wolverhampton, Anglie) je anglický zpěvák a kytarista. V letech 1982 až 1986 byl sólovým zpěvákem skupiny Uriah Heep se kterou nahrál tři alba. Napsal též píseň Blood Red Roses, kterou skupina nahrála na své album Raging Silence z roku 1989 a vydala jako druhý singl z tohoto alba.
Před svým působením v Uriah Heep byl sólovým zpěvákem a druhým kytaristou skupiny Trapeze na studiové nahrávce Hold On (1978) a koncertním albu Live in Texas: Dead Armadillos (1981). Hrál též na mandolínu.

## Diskografie

### Fable
- Fable (1973)
- See My Face b/w Thick as a Plank (1973)
- Motorbike b/w Gotta Getaway (1973)

### Solo
jako Peter Goalby
- Ain't it Funny b/w Shirt on a Loser (1975)
- You are Day, You are Night b/w Captain's Log (1975)
- Peter Goalby (1990)

jako Peter Goalby's Perfect Stranger
- I Don't Wanna Fight b/w It's all Over Your Face (1988)

### Trapeze
- Hold On (1979)
- Live in Texas: Dead Armadillos (1981)
- On the Highwire (2003)

### Uriah Heep
- Abominog (1982)
- Head First (1983)
- Equator (1985)

### The European Team
- Sport Alive b/w Guitar Alive (1985)

### Shy
- Brave the Storm (1985) – sborový zpěv

### Tigertailz
- Bezerk (1990) – sborový zpěv

### Slade
Radio Wall of Sound b/w Universe (1991) – sólový zpěv s Noddy Holderem na straně A.

### John Parr
- Man with a Vision (1992) – kytara